# Dasyatis geijskesi
Dasyatis geijskesi és una espècie de peix de la família dels dasiàtids i de l'ordre dels myliobatiformes.

## Morfologia
- Els mascles poden assolir 150 cm de longitud total.[4][5]

## Reproducció
És ovovivípar.

## Hàbitat
És un peix marí de clima tropical i demersal que viu entre 5–25 m de fondària.

## Distribució geogràfica
Es troba a l'oceà Atlàntic occidental: des de la costa septentrional de Veneçuela fins al Brasil.

## Observacions
És verinós per als humans.